# Kłoda (powiat leszczyński)
Kłoda – wieś w Polsce położona w województwie wielkopolskim, w powiecie leszczyńskim, w gminie Rydzyna.
Do 1954 w granicach Rydzyny.
W latach 1975–1998 miejscowość należała administracyjnie do województwa leszczyńskiego. 

## Położenie
Wieś Kłoda znajduje się w południowej części województwa wielkopolskiego, w środkowej części gminy Rydzyna. Od północy granicę Kłody stanowi Kopanica (Rów Polski), do której uchodzą Rów Rydzyński i Rów Kaczkowski, przez rzekę wieś graniczy z miastem Rydzyna. Równoleżnikowo przebiega droga krajowa nr 5 (międzynarodowa E-83), która dzieli miejscowość na tzw. Małą Kłodę (na wschód od drogi) i Dużą Kłodę (na zachód od drogi). Podział ten jest umowny i zwyczajowy, nie ma to wpływu na administracyjną całość tworzącą jedno sołectwo. Droga powiatowa będąca główną drogą łączy Kłodę z Czerniną i Górą (na zachód) oraz z Poniecem i Krobią (na wschód). W zachodniej części wsi znajduje się przystanek kolejowy Rydzyna oddzielony od reszty Kłody Rowem Kaczkowskim.

## Historia
Wieś ma metrykę średniowieczną i pierwotnie związana była z Wielkopolską. Istnieje co najmniej od początku XV wieku. Wymieniona została w 1410 w łacińskim dokumencie jako Cloda, a w 1510 nazwę odnotowano pod dzisiejszą nazwą Kłoda.
W 1410, Jan Czerniński z Czerniny oraz Szymon z Kaczkowa zapisali działającej przy poznańskiej katedrze altarii Znalezienia Krzyża i Poczęcia Najświętszej Marii Panny czynsz 20 grzywien we wsiach Dąbcze, Pawłowice, Robczysko i Kłoda. Dwanaście lat później wieś jest wymieniana jako własność Stefana Rydzyńskiego. W 1446 wieś leżała w powiecie kościańskim Korony Królestwa Polskiego. W 1410 była siedzibą własnej parafii lub należała w parafii Dąbcze.

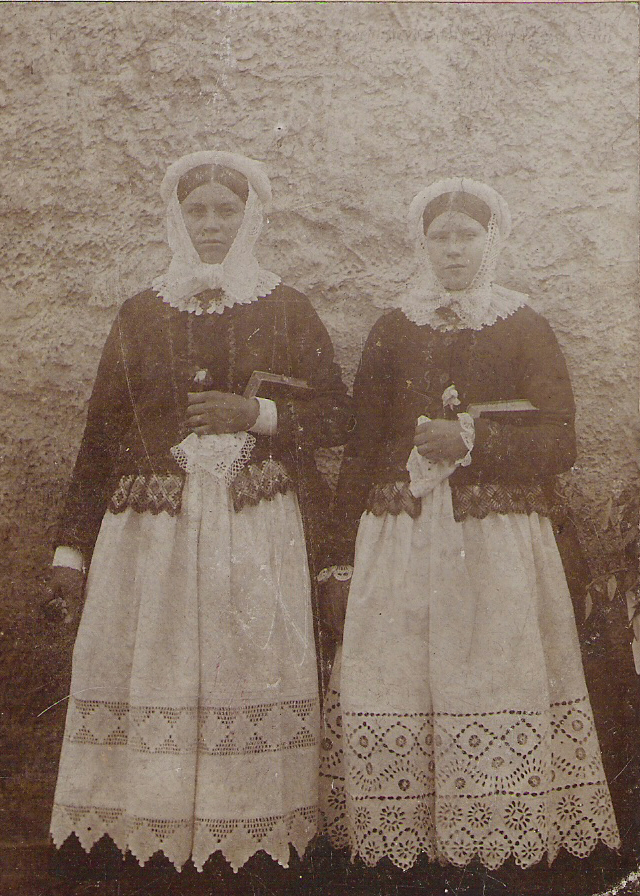
Kobiety w tradycyjnych strojach ludowych, początek XX w.

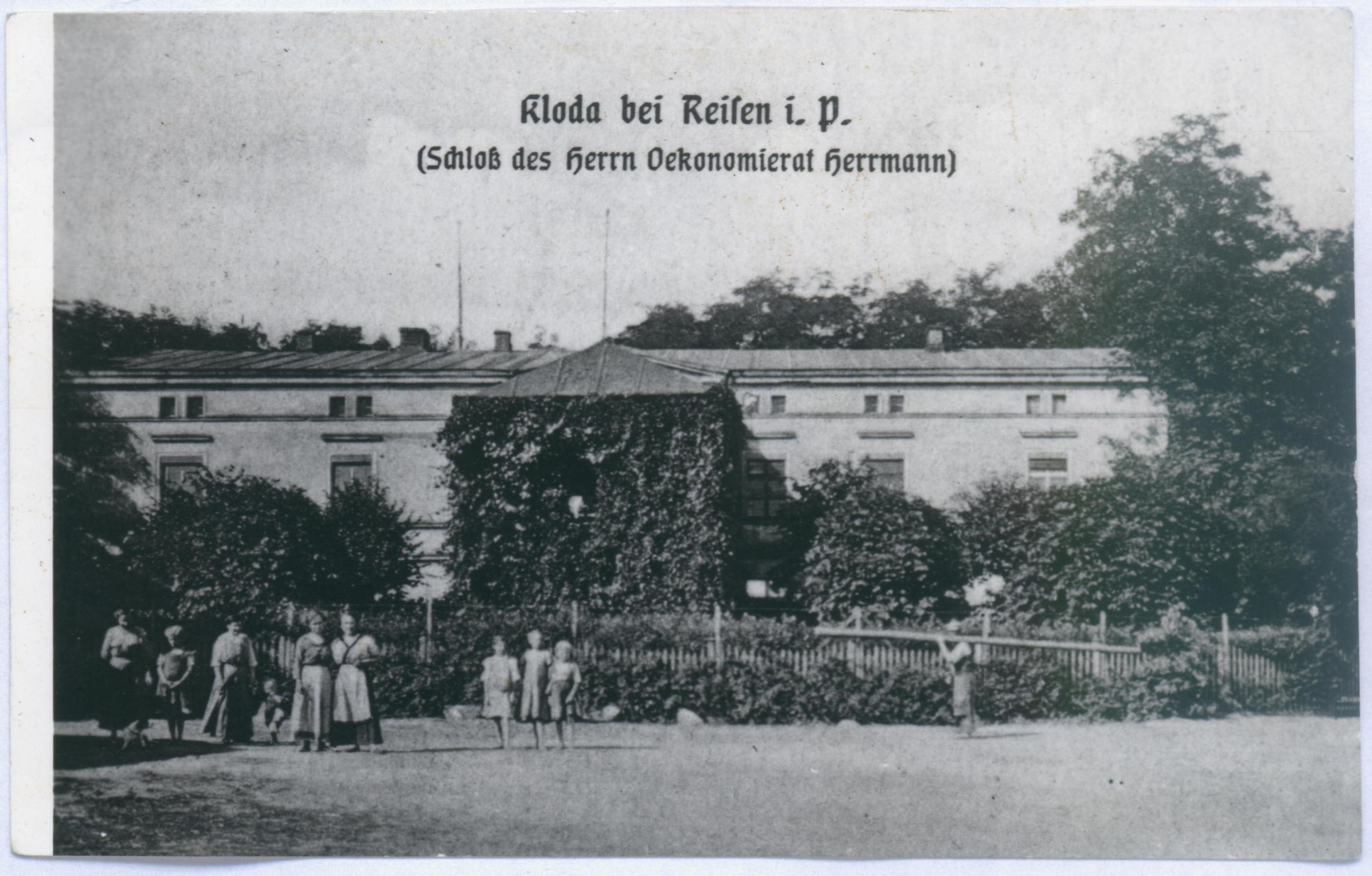
Dwór Herrmannów w 1915 r.

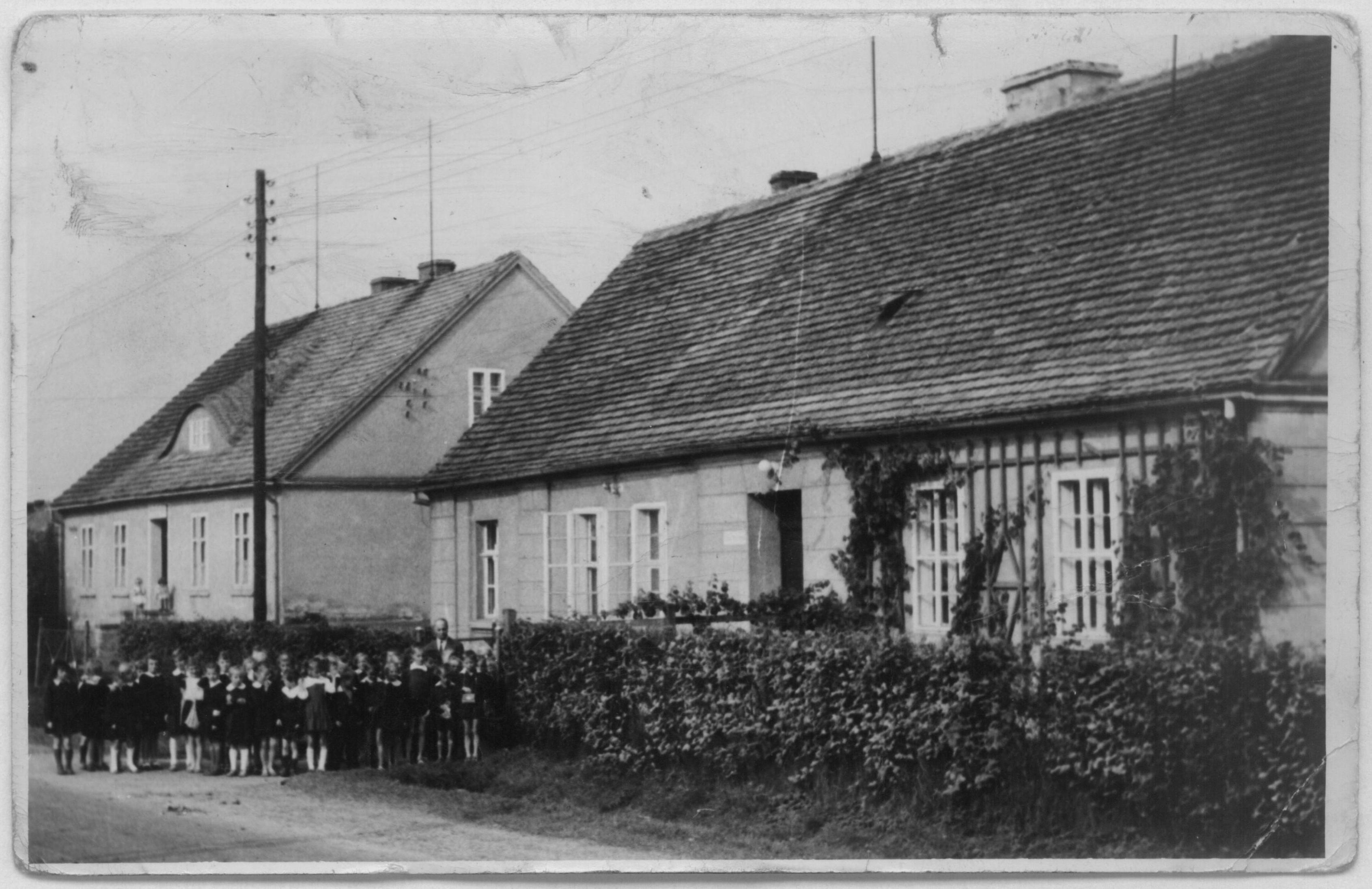
Szkoła i dom nauczycieli, lata 20. XX wieku

Miejscowość była wsią szlachecką należącą do rodu Czernińskich, a później Rydzyńskich, którzy przyjęli odmiejscowe nazwisko od miasta Rydzyna, posiadających swoje majętności na pograniczu Wielkopolski i Śląska. W 1422 jako właściciel we wsi odnotowany został Stefan Rydzyński, syna Jana z Czerniny. W 1446 Jan Rydzyński syn Stefana ustanowił zabezpieczenie posagowe dla swojej żony Agnieszki Rydzyńskiej. W 1467 i 1476 wieś była częścią wiana Jadwigi z Jarogniewskich Rydzyńskiej. Od 1497 należała do synów Jana Rydzyńskiego (Starszego), Piotra, Wojciecha i Mikołaja. Od XV wieku Kłoda była siedzibą folwarku stanowiącego gospodarcze zaplecze zamku w Rydzynie. Ok. 1504 bracia Rydzyński zapisali czynsz 10 grzywien z Rydzyny, jej przedmieścia oraz wieś Kłoda kapitule poznańskiej.
W 1510 pleban z Rydzyny otrzymywał dziesięcinę z folwarku w Kłodzie oraz 3 grosze od łana mesznego z pola zwanego Wenecja, posiadał on również we wschodniej części folwark Zbytki. Folwark kłodzki liczył wówczas 10 i pół łanów osadzonych. Podczas podziału dóbr rydzyńskich w 1514 Kłoda, Tarnowa, Gorzyce i Gorzyczki, połowa Jarogniewic oraz połowa Rydzyny wraz z zamkiem stały się własnością Piotra Rydzyńskiego. Pięć lat później we wsi wybudowano pierwszy kościół, była to świątynia z pruskiego muru i otrzymała wezwanie Narodzenia Najświętszej Marii Panny. W 1519 właścicielami we wsi byli Piotr oraz Mikołaj Rydzyńscy. W 1530 wieś miała 8 łanów osiadłych oraz wiatrak. W 1563 we wsi pobrano podatki od 15 i 3/4 łana, 6 komorników, rzemieślnika oraz dwóch wiatraków - dziedzicznego oraz dorocznego. W 1564 w Kłodzie odnotowano 13,5 łana. W 1580 było 14 łanów osadzonych, 2 kwarty roli, 11 zagrodników, we wsi mieszkało 6 komorników, 2 rzemieślników, 2 owczarzy hodujących 29 owiec, pracowały 3 wiatraki dziedziczne oraz jeden doroczny
W 1581 doszło do lokalnych podtopień we wsi. Gabriel Rydzyński syn Wojciecha pozwał Stanisława Rydzyńskiego syna Stanisława o to, że ten w swej wsi Kaczkowo zbudował staw oraz groblę przez co tak spiętrzył wodę, że zalany został kopiec graniczny oraz role we wsi Kłoda. Pomiędzy 1581 a 1583 jako właścicieli Kłody wymieniani byli Gabriel, Łukasz i Stanisław Rydzyński, w 1640 wieś należała do Abrahama Ciświckiego, Łukasza Gajewskiego oraz wdowy po Gabrielu Rydzyńskim.
Pod koniec XVII wieku, w 1682 działały dwa folwarki, jeden należał Łukasza Rydzyńskiego, drugi do wojewody łęczyckiego i starosty generalnego wielkopolskiego Rafała Leszczyńskiego, który w 1693 odkupił drugi folwark. Spis mieszkańców z 1724 wymieniał 10 kmieci, 11 chałupników, 6 młynarzy, 4 komorników, 2 karczmarzy i borowego.W 1789 opisano szczegółowo zabudowę wsi.
W wyniku II rozbioru Rzeczypospolitej w 1793, miejscowość przeszła w posiadanie Prus i jak cała Wielkopolska znalazła się w zaborze pruskim. W 1846 odnotowano, że do Kłody należało Augustowo kolonia, Xiężolas, Xiężogóra, we wsi było 80 gospodarstw (tzw. dymów), które zamieszkiwało 699 osób. 
27 października 1856 uruchomiono przebiegającą przez wieś linię kolejową Wrocław-Poznań, w Kłodzie zlokalizowano stację, którą od pobliskiego miasta nazwano "Rydzyna". Pomiar w 1881 wykazał, że powierzchnia wsi i ziemi do niej należącej wynosiła 2236,12 ha, z czego ziemia orna stanowiła ok. 330 ha. W Kłodzie pracowała duża gorzelnia przerabiająca w ciągu tygodnia ok. 100 cetnarów ziemniaków. Tutejszy folwark dzierżawiony był Geogrowi Herrmannowi, który z sukcesem krzyżował dwie rasy bydła – simentalską ze szwajcarską brunatną. W 1883 we wsi stało 117 domów, które zamieszkiwało 866 mieszkańców, w tym 515 ewangelików i 341 katolików, 121 osób było niepiśmiennych. We wsi należącej do ordynacji rydzyńskiej Sułkowskich znajdowała się stacja kolejowa, poczta, telegraf i gorzelnia parowa. Spis inwentarza w 1913 podawał, że w gospodarstwach indywidualnych hodowano 68 koni, 244 sztuki bydła, 62 świnie i 504 owce. Podczas powstania wielkopolskiego 10 stycznia 1919 pod Rydzyną i Kłodą miały miejsce zacięte walki, na mocy Traktatu wersalskiego Kłoda znalazła się w granicach Polski w odległości 3,5 km od granicy kraju. Po 1919 zmieniła się struktura narodowościowa wsi, część mieszkańców pochodzenia niemieckiego przeniosła się za pobliską granicę, tak też było z rodziną Herrmannów. Ponieważ część folwarku kłodzkiego i gorzelnia stały się własnością Skarbu Państwa, toteż z urzędu zarządcą był Henryk Warzecha. Pozostała część folwarku przeszła pod administrację Fundacji Sułkowskich. Podczas II wojny światowej we wsi znajdowała się filia obozu jenieckiego dla Żydów i lotników alianckich, pomiędzy 1941 a 1944 prowadzili oni w morderczych warunkach prace melioracyjne m.in. nad wyprostowaniem koryta rzeki. Wkraczająca Armia Czerwona spaliła gorzelnię, której mury w późniejszym czasie rozebrano. Po 1945 na podwalinach dawnego folwarku stworzono Państwowe Gospodarstwo Rolne, we wsi działało przedszkole i szkoła. Pomiędzy 1950 a 1973 Kłoda stanowiła administracyjnie część Rydzyny, wynikało to z wyludniania się miasta i miało zapobiec odebraniu praw miejskich. W latach 80. XX w. przebudowie uległ przebiegający przez wieś odcinek drogi krajowej, ponieważ wybudowano obwodnicę Rydzyny. W 1972 roku powstała stacja paliw i nieistniejący w obecnej formie motel Oaza, który zagrał w filmie "Godzina za godziną" w reż. Romana Załuskiego. Po 1990 PGR Kłoda sprywatyzowano, powstało Przedsiębiorstwo Rolne "Rydzyna", później "Kombinat 2000". W 2008 oddano do użytku świetlicę.

### Historia kościoła Narodzenia Najświętszej Marii Panny

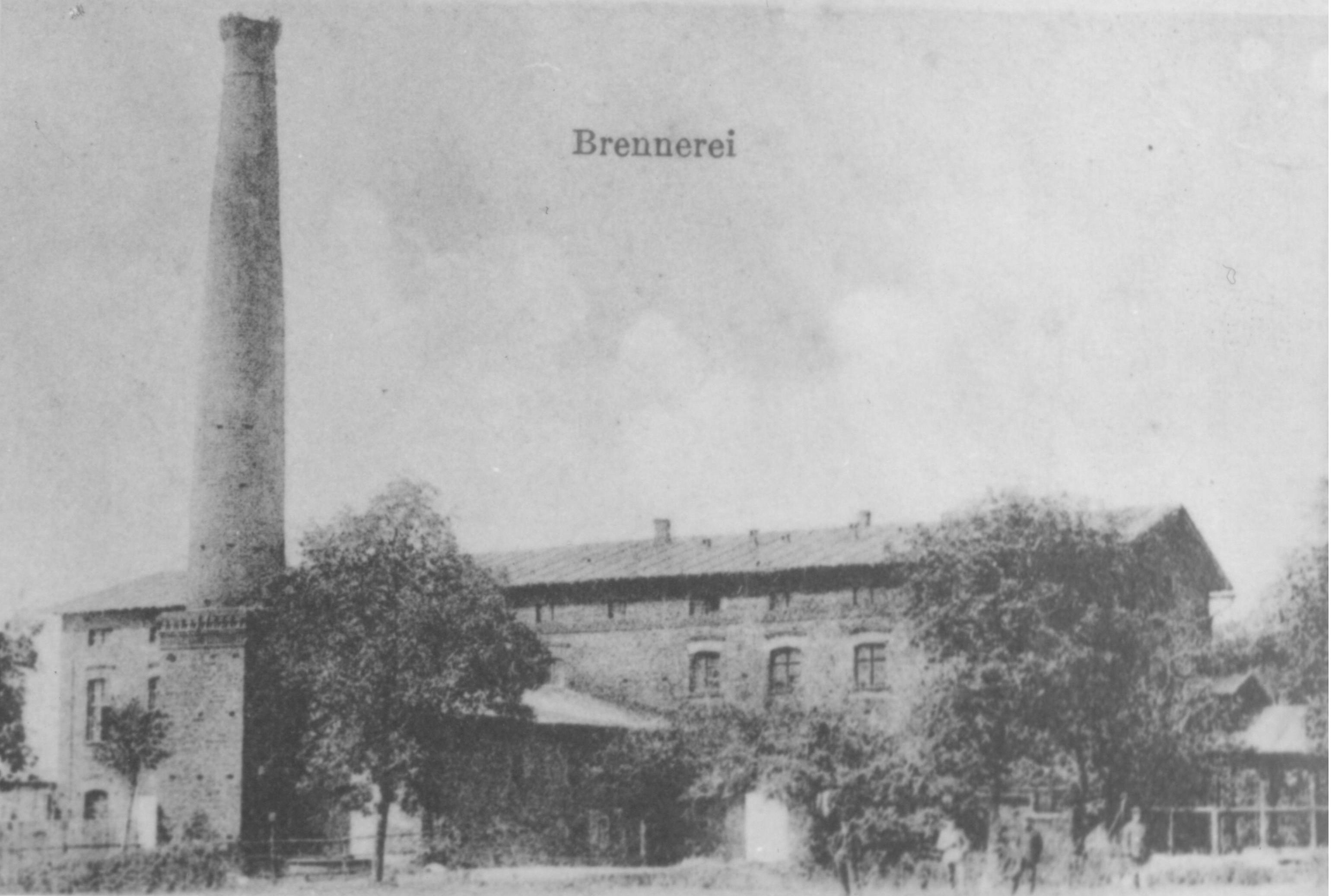
Gorzelnia powstała z dawnego przytułku kościelnego, początek XX wieku

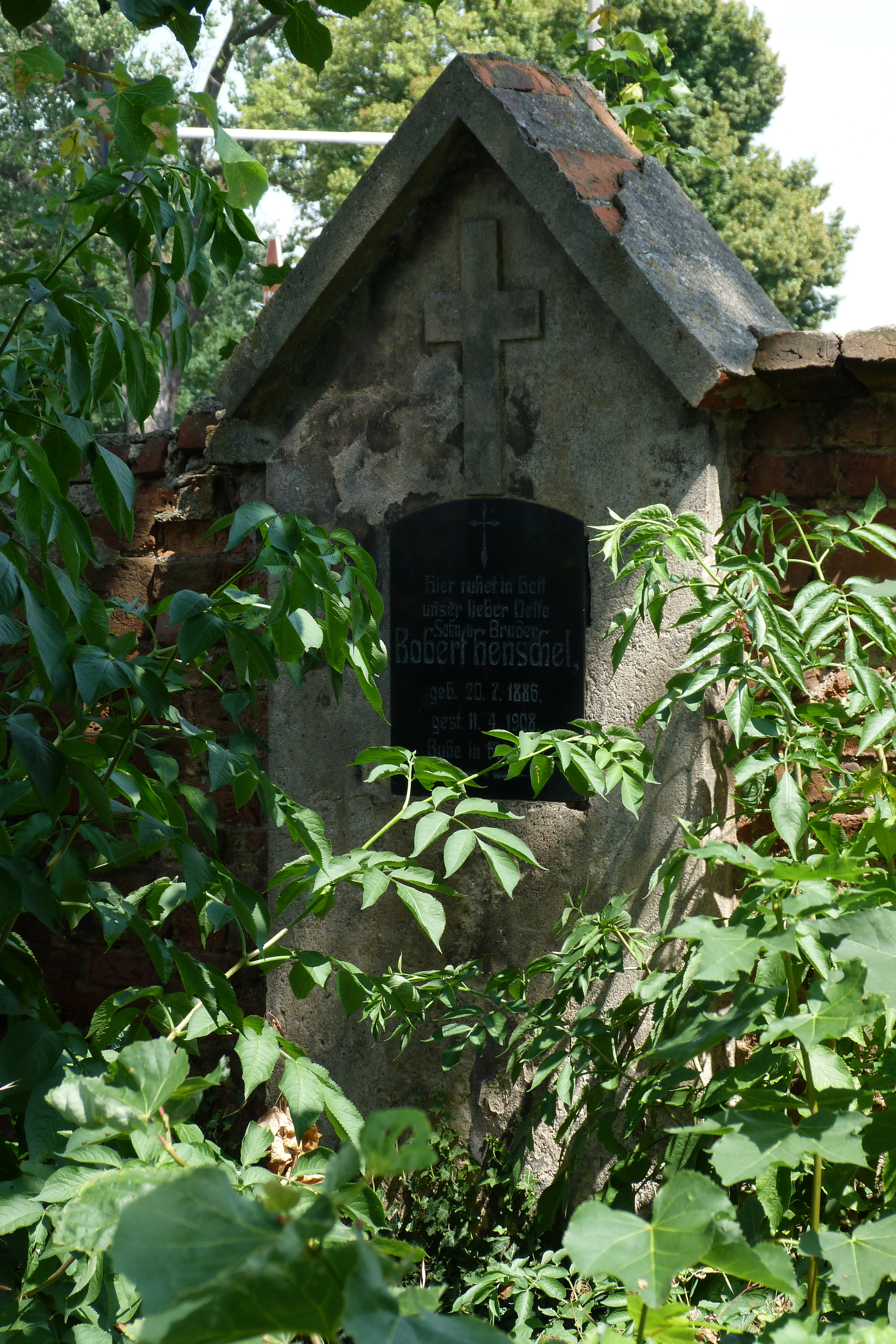
Cmentarz ewangelicki

Pierwsza wzmianka o kościele pochodzi z 1519, był to budynek z pruskiego muru i otrzymał wezwanie Narodzenia Najświętszej Marii Panny. W 1598 pod testamentem Abrahama Mierzejewskiego dziekana szamotulskiego i plebana z Rydzyny podpisali się trzej księża, w tym Hieronim z Gostynia kaznodzieja z kościoła w Kłodzie. W 1660 biskup Wojciech Tolibowski poświęcił trzy dzwony, które zawieszono na dzwonnicy stojącej na ówczesnym cmentarzu. Kościół został w połowie XVII wieku rozbudowany, podczas wizytacji w 1684 potwierdzono istnienie pięciu ołtarzy. W ołtarzu głównym znajdował się cudowny obraz Nawiedzenia Najświętszej Marii Panny (nazywany obrazem Matki Bożej Kłodzkiej), plebanowi z Rydzyny nakazano założenie księgi, gdzie powinny być zapisywane łaski otrzymane za sprawą powierzania spraw cudownemu obrazowi. Boczne ołtarze poświęcono Chrystusowi w Ogrójcu, św. Barbarze i św. Antoniemu. W sąsiadującej kaplicy znajdowała się malowana rzeźba Najświętszej Marii Panny z Dzieciątkiem. Podczas pożaru Rydzyny w 1707 kościół w Kłodzie nie został zniszczony, ale wymagał całkowitego remontu. Przebudowę w 1729 ufundowała Ludwika z Dobrzejewskich, żona dzierżawcy Kłody Stanisława Mirowskiego. Odnowiony kościół był zbudowany w ryglowo, został poświęcony na początku 1730 i stał przez trzydzieści lat. Jego miejsce zastąpiła murowana świątynia wybudowana w latach 1761-1769 ze środków Aleksandra Józefa Sułkowskiego według projektu Karola Marcina Frantza. Obok kościoła fundator nakazał budowę przytułku dla starców, uposażył go zakupioną ziemią tworzącą nowy folwark, a opiekę nad przytułkiem powierzył Pijarom. Po jego śmierci 1762 wykonaniem woli zajął się jego syn August, uroczystego poświęcenia dokonano w 1763. Do przytułku przylegała kaplica, w której znajdował się obraz św. Trójcy i figura Matki Bożej Bolesnej. Kościół poświęcono 2 lipca 1769 w święto Nawiedzenia Najświętszej Marii Panny, tego dnia wprowadzono cudowny obraz Nawiedzenia Najświętszej Marii Panny. Kościół szczegółowo opisano w 1772 i 1778, był pomniejszoną kopią kościoła w Rydzynie, posiadał jedną nawę, węższe prezbiterium, po lewej stronie znajdowała się zakrystia, po prawej loża kolatora. Świątynia miała otwarte empory, wieża stanowiła front kościoła, wejście główne prowadziło przez znajdujący się w niej przedsionek. W kościele było murowane sklepienie oraz trzy ołtarze, w głównym cudowny obraz, w bocznych obrazy św. Aleksandra i św. Józefa. Świątynia dotrwała do 1797, kiedy to zawaliła się wieża, która zniszczyła sklepienie. Na polecenie dworu uszkodzony kościół został rozebrany, a pozyskane materiały budowlane przeznaczono na budowę i naprawę zabudowy folwarcznej. Ambona ze zburzonej świątyni została przekazana do kościoła świętej Katarzyny w Dąbczu. Budynek przytułku został przeznaczony na szpital, a w 1818 przebudowany na gorzelnię. Kaplica wybudowana dla przytułku przetrwała do 1835, kiedy to zamieniono ją na magazyn okowity. Jedyną pozostałością był cmentarz, którego zachodnia część jako zdewastowana nekropolia ewangelicka pozostała do czasów współczesnych. Gorzelnię spalili żołnierze Armii Czerwonej wkraczając do Kłody 28 stycznia 1945. W 2007 wybudowano w Kłodzie kaplicę przycmentarną, której nadano wezwanie Matki Bożej Kłodzkiej.

## Obiekty historyczne i zabytkowe

### Folwark

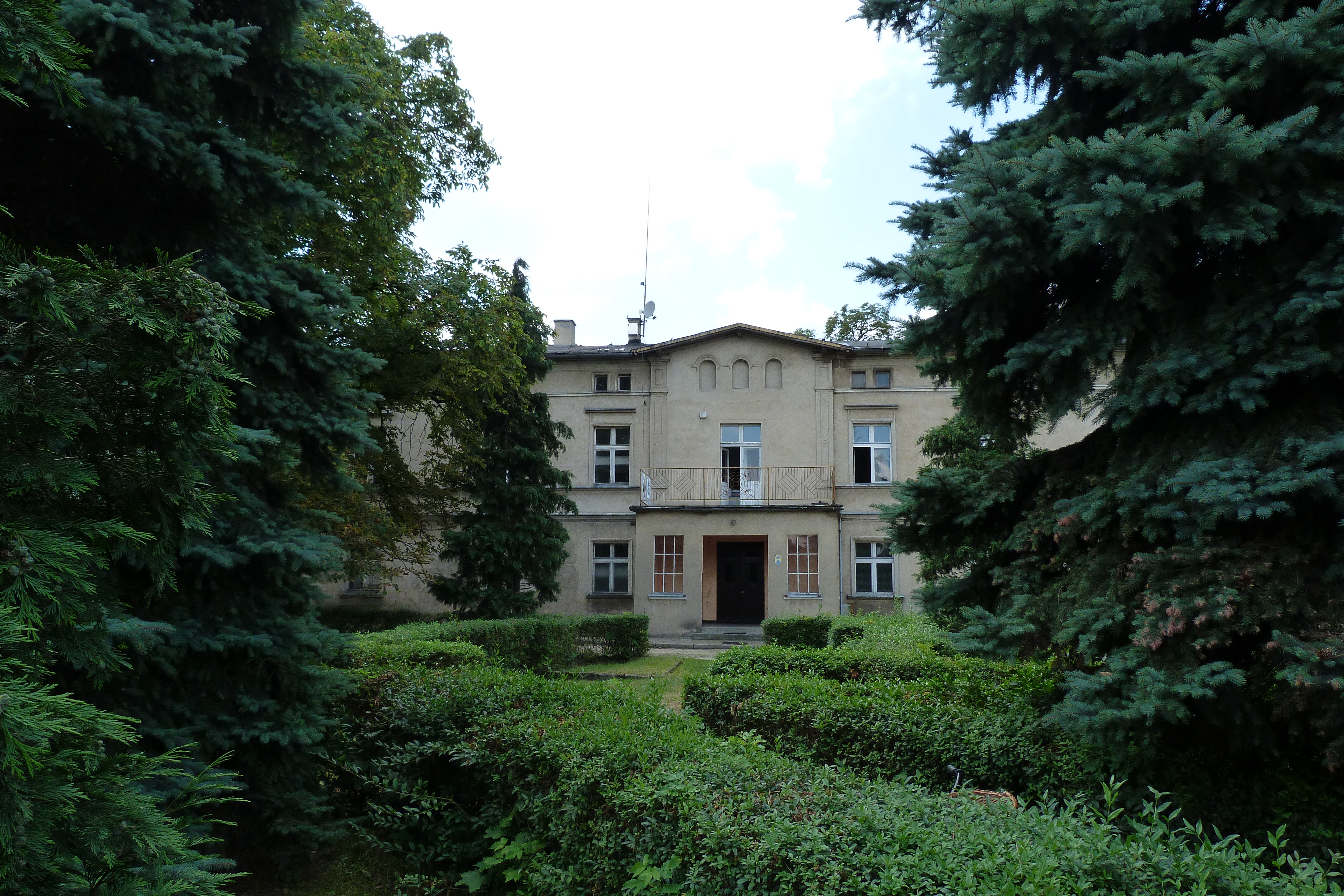
Dwór z XIX w.

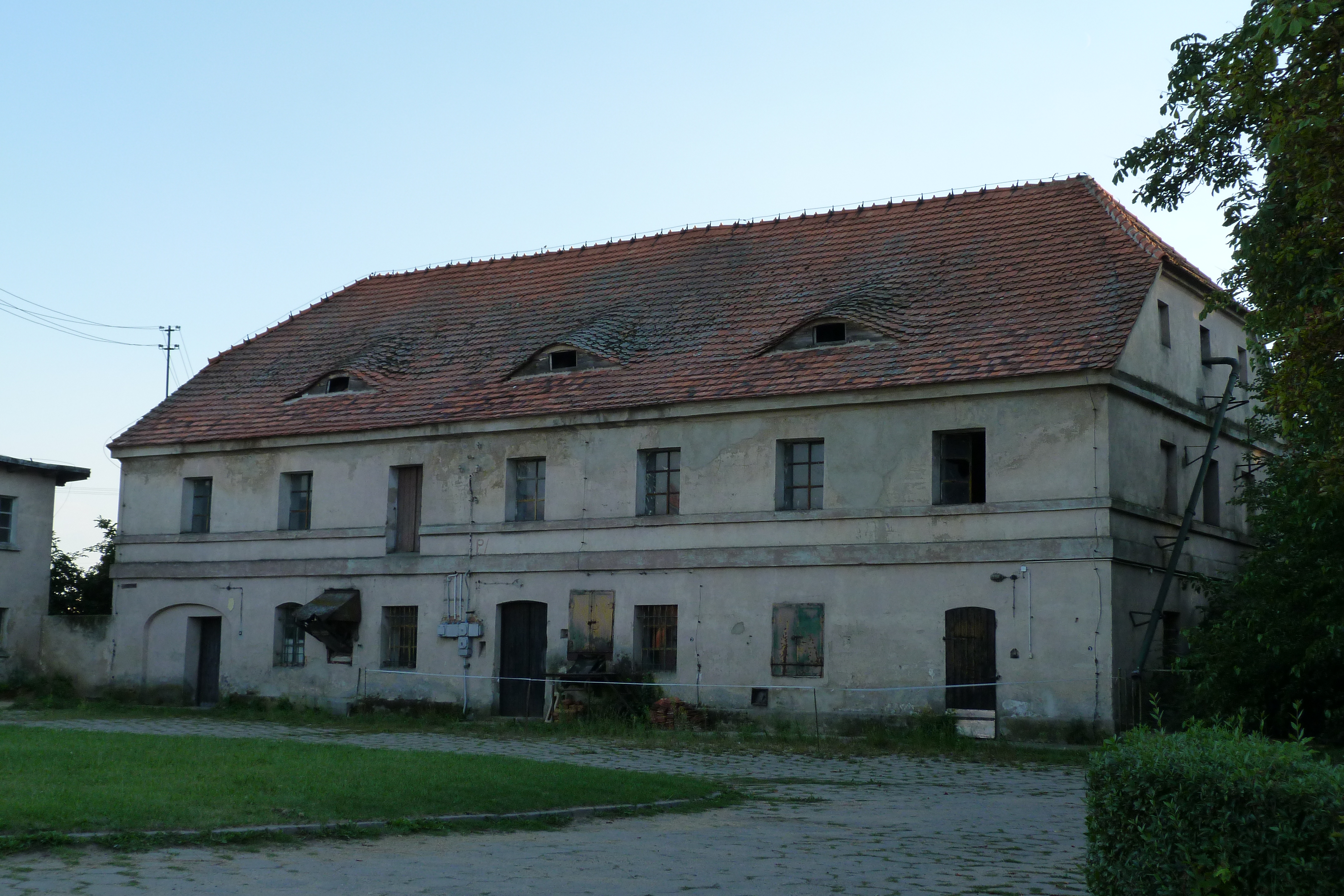
Spichlerz

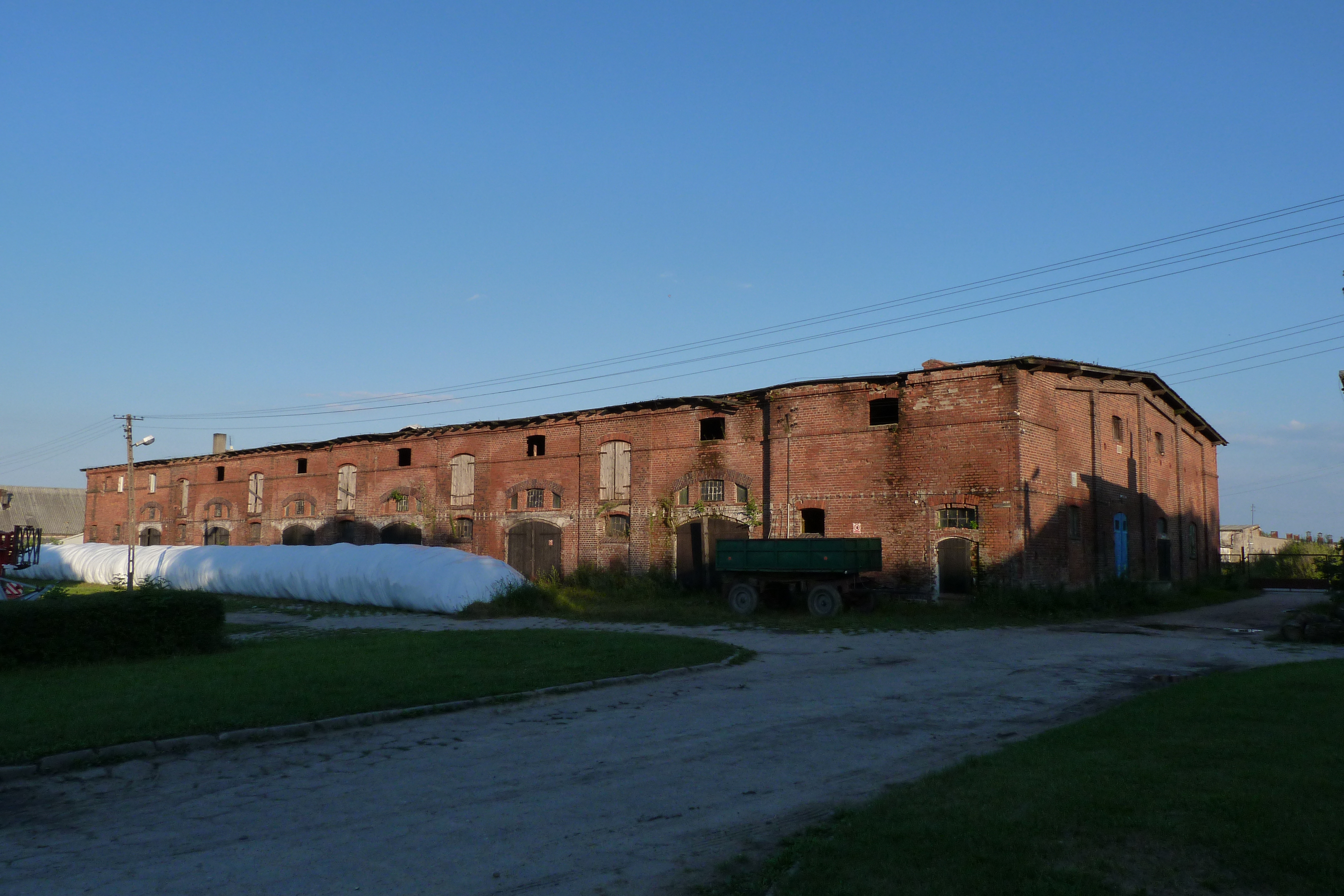
Obora

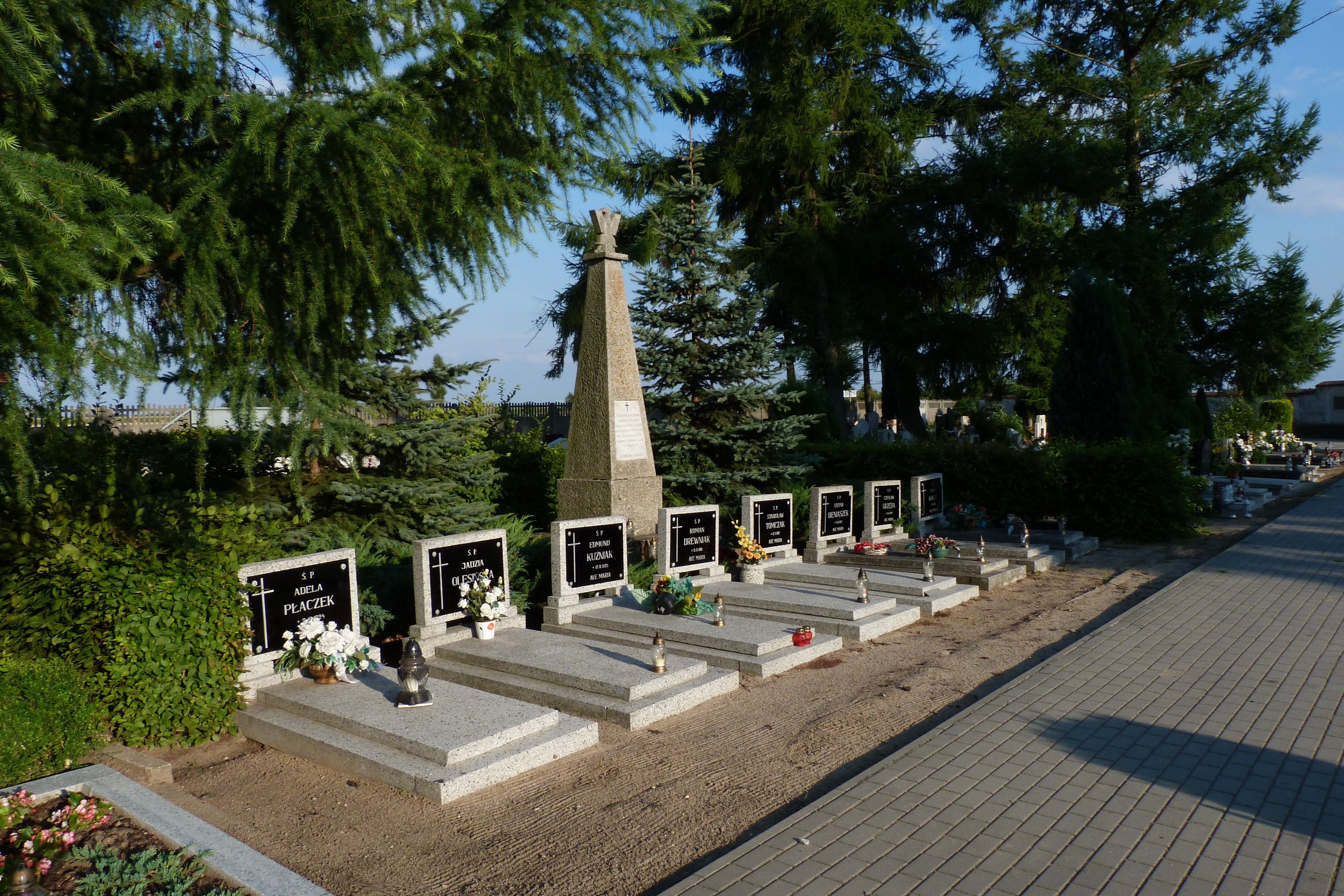
Cmentarz parafialny, mogiły ofiar zbrodni hitlerowskiej z 29 stycznia 1945

W środkowej części wsi znajduje się założenie folwarczne, położone jest po obu stronach drogi powiatowej Krobia-Góra i w związku z tym posiada dwa podwórza, stan taki istnieje od ok. 1829. W południowej części folwarku znajduje się dom zarządcy o charakterze dworu. Folwark został wpisany do rejestru zabytków województwa poznańskiego 26 marca 1970 poz. 490/1059 (numer ID 652782), 10 grudnia 1991 dopisano oborę pod poz. 1241/A.
- Dwór (rządcówka) pochodzi z połowy XIX wieku, została wybudowana w miejscu poprzedniego budynku, postawiono ją z cegły i otynkowano. Nakryta jest dwuspadowym dachem o drewnianej więźbie płatwionej z dwoma bocznymi ścianami stolcowymi. Budynek ma plan prostokąta, elewacja frontowa znajduje się od strony wschodniej, pośrodku wejście z wybudowanym po 1945 gankiem, który zastąpił piętrową drewnianą werandę. Układ wnętrza jest dwuipółtraktowy, drewniane stropy, a na osi budynku znajduje się klatka schodowa. Elewacja siedmioosiowa, w osi fasady jednoosiowy pseudoryzalit ujmowany stylizowanymi pilastrami. Poziome podziały są wyznaczane obiegającym całą elewację gzymsami międzykondygnacyjnymi. Obiekt silnie przekształcony, wymagający remontu;
- Park krajobrazowy (0,65 ha) założony pod koniec XVIII w. przekomponowany w połowie XIX w, zawiera starodrzew – dęby szypułkowe i kasztanowce;
- Spichlerz z II poł. XIX w wybudowany na południe od domu zarządcy z cegły na kamiennej podmurówce, dwukondygnacyjny, poddasze użytkowe. Nakryty dachem naczółkowym z oknami typu powiekowego, o krokwiowo-jętkowej więźbie z dwoma ścianami stolcowymi. Elewacja otoczona gzymsem kordonowym i podokapowym;
- Obora z domem mieszkalnym z końca XIX w. zamykająca od południa podwórze. Wybudowana z czerwonej cegły, jednokondygnacyjna, część mieszkalna ma dwie kondygnacje, dach dwuspadowy o więźbie krokwiowo-płatwiowej i sześciu ścianach stolcowych. Budynek ma kształt prostokąta, w zachodniej części paszarnia.

### Pozostałe obiekty historyczne
- Kowolka, lokal gastronomiczny wybudowany z zachowaniem elementów kuźni z 1785;
- Cmentarz parafialny położony przy drodze do Ponieca, spoczywają na nim m.in. Tadeusz Łopuszański, Leon Preibisz oraz ofiary egzekucji z 28 stycznia 1945.
- Cmentarz ewangelicki położony u zbiegu drogi krajowej 5 i drogi powiatowej biegnącej przez wieś. Stanowi pozostałość po nekropolii położonej na zachód od nieistniejącego kościoła. Miejsce grzebalne od połowy XVI w. obecnie zdewastowane i porośnięte roślinnością (liczny bluszcz pospolity). Cmentarz otoczony otynkowanym murem z cegły.
- Gospoda z II połowy XIX wieku, symetryczna, wybudowana z czerwonej cegły, nieotynkowana. Obecnie stanowi siedzibę spółdzielni socjalnej „Zielona Kłoda”;
- Budynek dworca z 1900, w 1938 przebudowany w stylu modernistycznym.

## Ciekawostki

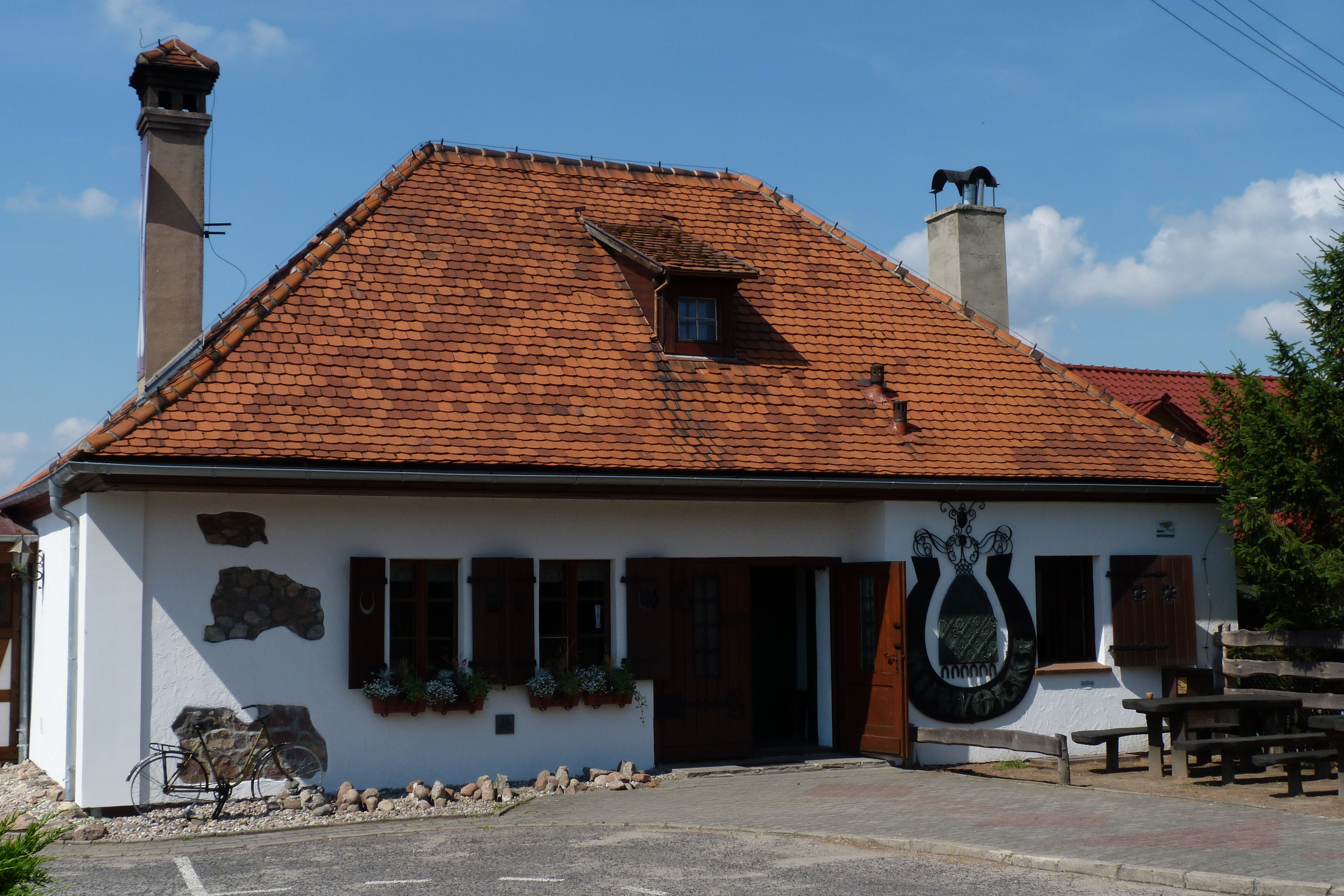
Kowolka

- Pozostałością po przynależności administracyjnej do Rydzyny są zachowane nazwy dwóch ulic - Kolejowa i Łąkowa, pozostała część zabudowy ma numerację okrężną, odwrotną do wskazówek zegara;
- Z Kłody pochodzi Hubert Hofman (znany szerzej jako Hubert H.), najsłynniejszy polski bezdomny, który w 2005 roku publicznie znieważył ówczesnego prezydenta RP, Lecha Kaczyńskiego[5].